# Mas de Prats
El Prat o els Prats és el nom d'una partida de la Selva del Camp que agafa el nom del Mas de Prats, on s'han localitzat restes de ceràmica romana, concretament abundants fragments de dolia i opus signinum reutilitzats als marges. En una extensió d'uns 50 metres quadrats davant del Mas de l'Ollé es van trobar ceràmica i monedes. No s'ha localitzat cap estructura fins al moment. Aquesta partida centrada en el mas fou la senyoria d'Eimeric de Prats, al que va succeir el seu fill Guillem, que el 1362 es titulava senyor de Mas de Prats.